# Церковь Святых Петра и Павла (Ландсхут)
Церковь Святых Петра и Павла (нем. Pfarrkirche St. Peter und Paul) — римско-католическая приходская церковь, расположенная в одноименном районе баварского города Ландсхут. Современное здание, стилизованное под романскую архитектуру, было построено по проекту мюнхенского архитектора Йозефа Рампла (нем. Joseph Rampl) в 1953 году: за основу была взята церковь францисканского монастыря Петра и Павла, которая располагалась примерно в двух километрах к западу и была снесена в результате секуляризации начала XIX века.